# Список самых высоких зданий префектуры Ямагата
В этом списке приведены небоскрёбы префектуры Ямагата с высотой от 60 метров, основанные на стандартных измерениях высоты. Эта высота включает шпили и архитектурные детали, но не включает антенны радиовышек и башен.

## Самые высокие здания
| Рейтинг | Название                                    | Фото | Высота м | Этажность | Год  | Город     | Координаты                       | Примечания |
| ------- | ------------------------------------------- | ---- | -------- | --------- | ---- | --------- | -------------------------------- | ---------- |
| 1       | Sky Tower 41                                |      | 133.95   | 41        | 1999 | Каминояма | 38°08′17″ с. ш. 140°16′54″ в. д. | [ 1 ]      |
| 2       | Kajo Central                                |      | 114.65   | 24        | 2001 | Ямагата   | 38°14′59″ с. ш. 140°19′36″ в. д. | [ 2 ]      |
| 3       | D 'Grafort Tokamachi Tower                  |      | 85.23    | 23        | 2006 | Ямагата   | 38°14′46″ с. ш. 140°20′05″ в. д. | [ 3 ]      |
| 4       | Правительственное здание префектуры Ямагата |      | 61.4     | 16        | 1975 | Ямагата   | 38°14′25″ с. ш. 140°21′48″ в. д. | [ 4 ]      |